# HNK Rijeka
Hrvatski Nogometni Klub Rijeka – chorwacki klub piłkarski z siedzibą w Rijece. Został założony w 1906 roku.

## Historia
Klub piłkarski powstał w 1906 roku pod nazwą „Club Sportivo Olimpia”. Klub został przemianowany na Olimpię w styczniu 1918, a US Fiumana w 1926 pod presją nowego włoskiego reżimu faszystowskiego, aw 1946, podczas jugosłowiańskiej administracji wojskowej miasta, przemianowano go na SD Kvarner. Kiedy miasto oficjalnie stało się częścią Jugosławii i zniesiono dwujęzyczność miasta, władze ponownie zmieniły nazwę klubu, tym razem na ostateczną nazwę NK Rijeka. Zespół zaczął występować we włoskiej drugiej lidze, a następnie dotarł do Divisione Nazionale, wówczas pierwszej ligi Włoch. Potem grał w drugiej  i trzeciej lidze włoskiej. 
Po zakończeniu II wojny światowej Rijeka zwana wówczas Fiume znalazła się w państwie Jugosławii. Klub dość szybko zaczął osiągać sukcesy w krajowym futbolu w niższych ligach. W 1954 roku klub zmienił nazwę na HNK Rijeka. W sezonie 1957/1958 zespół awansował do jugosłowiańskiej pierwszej ligi. W pierwszej lidze Rijeka grała przez blisko 10 sezonów. W sezonie 1969/1970 opuścił szeregi ekstraklasy. Dopiero w sezonie 1973/1974 udało się znów powrócić do 1. ligi i aż do czasu rozpadu Jugosławii, w latach 90., Rijeka grała na tym szczeblu rozgrywek.
Od 1991 roku Rijeka gra w chorwackiej ekstraklasie i zazwyczaj kończy ligę w czołówce tabeli. Najwyższe miejsce w lidze zajęła w 2017, kiedy to Rijeka po raz pierwszy zdobyła Mistrzostwo Chorwacji. W latach 2014–2016 oraz 2018–2019 drużyna zdobyła 5 wicemistrzostw kraju, natomiast w 2004 roku Rijeka skończyła na trzecim stopniu ligowego podium i po raz pierwszy zdobyła medal z brązowego kruszcu. Największym indywidualnym sukcesem ligowym w barwach Rijeki może poszczycić się Andrej Kramarić, który w sezonie 2014/2015 został królem strzelców ligi z 21 golami na koncie.
Rijeka w latach 1978 i 1979 zdobyła Puchar Jugosławii (w 1987 roku grała w jego finale), a także Puchar Chorwacji w 2005 oraz 2006 roku (w 1994 grała w finale). Klub kilkukrotnie grał w europejskich pucharach, jednak nigdy nie przeszedł do najwyższych rund. Szczególnie zapamiętane przez kibiców będą mecze rozegrane w latach 80. z Realem Madryt czy Juventusem. Już jako chorwacka drużyna Rijeka grała w Pucharze UEFA oraz kwalifikacjach do Ligi Mistrzów.

### Stadion i kibice
HNK Rijeka od 2015 roku swoje mecze domowe gra na stadionie Rujevica. Obiekt ten może pomieścić 8279 widzów. Wcześniej drużyna ta występowała na stadionie Kantrida. Fani zespołu z Rijeki nazywani są Armada Rijeka.

## Obecny skład
Stan na 8 lipca 2025
| Nr | Poz. | Piłkarz                    |
| -- | ---- | -------------------------- |
| 2  | OB   | Lovro Kitin                |
| 4  | PO   | Niko Janković              |
| 4  | OB   | Mile Škorić                |
| 6  | OB   | Stjepan Radeljić           |
| 8  | PO   | Dejan Petrovič             |
| 9  | NA   | Duje Čop                   |
| 10 | PO   | Toni Fruk                  |
| 11 | NA   | Gabriel Rukavina           |
| 13 | BR   | Martin Zlomislić (kapitan) |
| 14 | OB   | Amer Gojak                 |
| 15 | OB   | Jovan Manev                |
| 17 | PO   | Luka Menalo                |
| 20 | NA   | Dominik Dogan              |
| 21 | PO   | Silvio Ilinković           |
| 22 | OB   | Ante Oreč                  |

| Nr | Poz. | Piłkarz            |
| -- | ---- | ------------------ |
| 24 | OB   | Bruno Burčul       |
| 25 | BR   | Domagoj Ivan Marić |
| 27 | NA   | Šimun Butić        |
| 30 | PO   | Bruno Bogojević    |
| 31 | BR   | David Nwolokor     |
| 34 | OB   | Mladen Devetak     |
| 37 | NA   | Cherno Saho        |
| 45 | OB   | Ante Majstorović   |
| 55 | OB   | Petar Raguž        |
| 56 | BR   | Aleksa Todorović   |
|    | OB   | Anel Husić         |
|    | OB   | Justas Lasickas    |
|    | PO   | Tiago Dantas       |
|    | PO   | Merveil Ndockyt    |
|    | PO   | Dominik Yankov     |

## Osiągnięcia
- Mistrzostwo Chorwacji (2): 2016/17, 2024/25
- Wicemistrzostwo Chorwacji (8): 1998/99, 2005/06, 2013/14, 2014/15, 2015/16, 2017/18, 2018/19, 2023/24
- Trzecie miejsce (5): 2003/04, 2008/09, 2012/13, 2019/20, 2020/21

- Zdobywca Pucharu Jugosławii (2): 1977/78, 1978/79
- Finalista Pucharu Jugosławii (1): 1986/87
- Zdobywca Pucharu Chorwacji (7): 2004/05, 2005/06, 2013/14, 2016/17, 2018/19, 2019/20, 2024/25
- Finalista Pucharu Chorwacji (3): 1993/94, 2021/22, 2023/24
- Puchar Bałkański: 1977/78
- Zdobywca Superpucharu Chorwacji (1): 2014
- Finalista Superpucharu Chorwacji (2): 2005, 2006
- 3-krotnie najlepszy klub chorwacki w lidze jugosłowiańskiej (1965, 1984, 1987)
- 7-krotnie drugi klub chorwacki w lidze jugosłowiańskiej